# Mavoor
Mavoor är en ort i Indien.   Den ligger i distriktet Kozhikode och delstaten Kerala, i den södra delen av landet, 1 900 km söder om huvudstaden New Delhi. Mavoor ligger 34 meter över havet och antalet invånare är 28 313.
Terrängen runt Mavoor är platt. Runt Mavoor är det mycket tätbefolkat, med 1 056 invånare per kvadratkilometer. Närmaste större samhälle är Kondotty, 14,8 km söder om Mavoor. I omgivningarna runt Mavoor växer i huvudsak städsegrön lövskog.